# Schlacht bei Tannenberg (1410)
Koordinaten: 53° 29′ 0″ N, 20° 5′ 40″ O
Die Schlacht bei Tannenberg, auch Schlacht bei Grunwald (polnisch Bitwa pod Grunwaldem, litauisch Žalgirio mūšis) wurde am 15. Juli 1410 im Ordensland Preußen unweit der Orte Tannenberg und Grünfelde ausgefochten. Das Heer des Deutschen Ordens unter Hochmeister Ulrich von Jungingen sowie Aufgebote der preußischen Landstände und eine unbekannte Zahl von Söldnern nebst west- und mitteleuropäischen Rittern trug dort das entscheidende Treffen gegen eine gemeinsame Streitmacht des Königreichs Polen unter König Władysław II. Jagiełło sowie des Großfürstentums Litauen unter Großfürst Vytautas aus.
Die seit 1303 andauernden Litauerkriege des Deutschen Ordens sowie die latente Rivalität zwischen Deutschem Orden und dem seit 1386 mit Litauen in Personalunion verbundenen Königreich Polen erreichten in dieser Schlacht ihren Höhepunkt. Die schwere Niederlage der Streitmacht des Deutschen Ordens kennzeichnet den Beginn des Niedergangs der Ordensherrschaft in Preußen sowie den Aufstieg Polen-Litauens zur europäischen Großmacht. Die Auseinandersetzung gilt als eine der größten Schlachten zwischen mittelalterlichen Ritterheeren und gehört seit dem 19. Jahrhundert zum Nationalmythos Polens und Litauens.

## Vorgeschichte

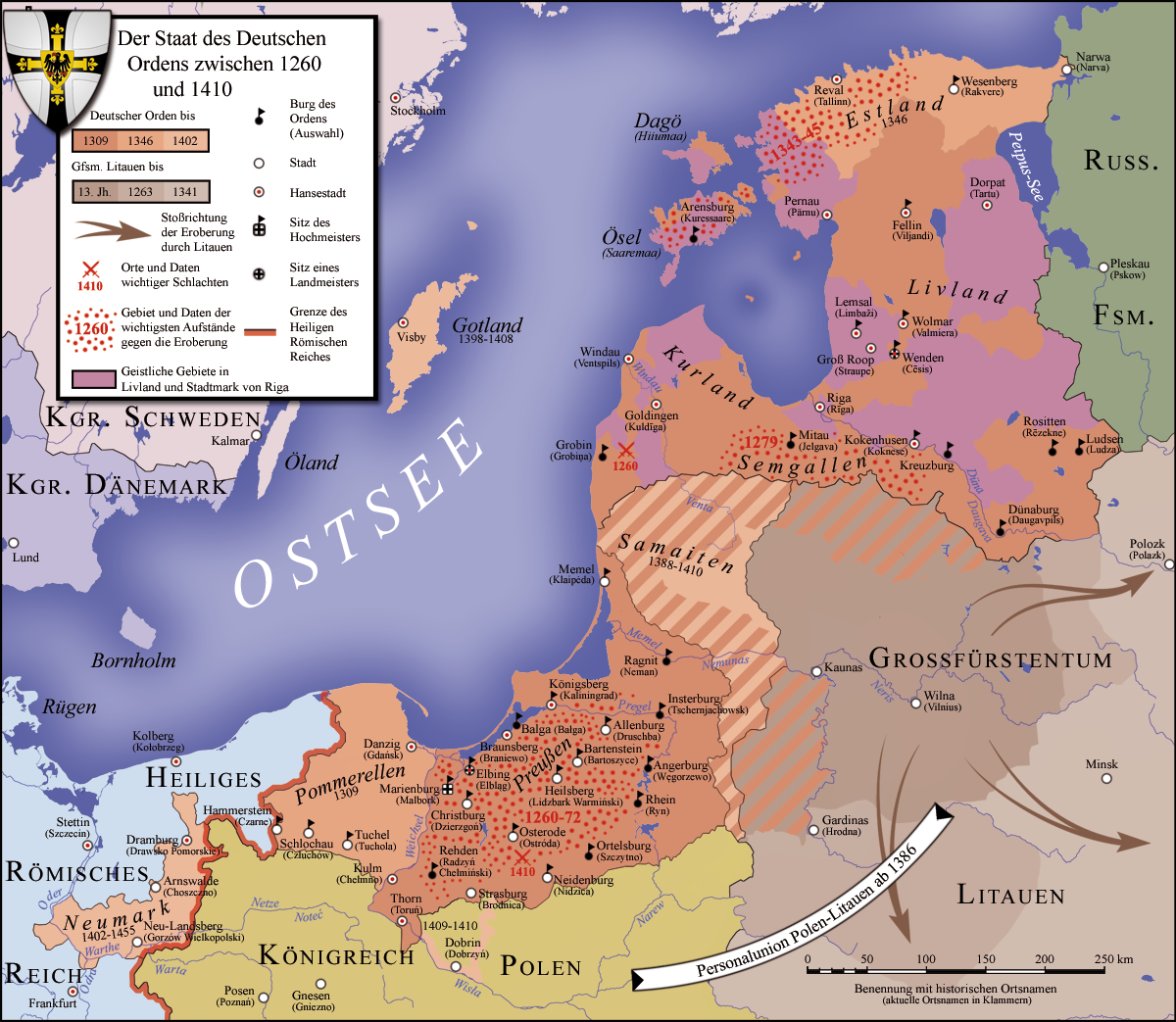
Deutschordensland im Jahre 1410

Unmittelbarer Anlass des Konflikts war nicht nur das seit 1309 zwischen dem Deutschen Orden und Polen umstrittene Pommerellen, sondern auch die seit 1303 in erbittert geführten Feldzügen umkämpfte Region von Schamaiten im westlichen Litauen, welches die Landverbindung zwischen Livland und dem preußischen Kernland bildete. Samogitien, wie diese Landschaft im Mittelalter genannt wurde, war 1398 im Vertrag von Sallinwerder durch Vytautas dem Deutschen Orden zugesprochen worden, was 1404 vom Königreich Polen aufgrund diplomatischen Druckes des Papstes Innozenz VII. nochmals bestätigt wurde.
Infolge der 1402 erfolgten Verpfändung der östlich der Oder gelegenen kurfürstlich brandenburgischen Neumark an den Deutschen Orden, an deren Erwerb auch Polen Interesse zeigte, verschlechterte sich das ohnehin angespannte Verhältnis zwischen dem Deutschen Orden und dem Königreich Polen.
Der litauische Großfürst Vytautas unterstützte zudem aus machtpolitischen Interessen seit 1402 die mit der Herrschaft des Ordens unzufriedenen Schamaiten, sodass es 1409 zum offenen Aufstand gegen die Ordensherrschaft kam. Sowohl der Großfürst als auch die Schamaiten wurden dabei von Vytautas’ Verwandtem, dem polnischen König Władysław II. Jagiełło, unterstützt. Die offene Parteinahme des polnischen Adels zugunsten der Aufrührer nahm der Hochmeister des Ordens zum Anlass, am 6. August 1409 Polen – und gleich auch Litauen – die „Fehde“ zu erklären.
Im Herbst 1409 eroberten Söldner des Ordens das Dobriner Land, griffen leichtere Reiter in Kujawien an und belagerten Bromberg. Das Königreich Polen sowie Vytautas von Litauen waren vorerst aufgrund der relativ späten Jahreszeit nicht in der Lage, einen erfolgversprechenden Heerbann aufzubieten. Zudem nahte der Winter heran, was die Entscheidung des Hochmeisters begründete, seine Söldner aus Kujawien und von Bromberg abzuziehen.
Am 8. Oktober wurde ein bis zu Sankt Johanni (24. Juni des folgenden Jahres) befristeter Waffenstillstand geschlossen. Im Januar kam es zum letzten Versuch, einen Ausgleich zu erreichen: Der zur Schlichtung angerufene böhmische König Wenzel IV. sprach am 15. Februar 1410 dem Orden aufgrund des Kontraktes zu Sallinwerder das Verfügungsrecht auf Schamaiten zu. Dieses Urteil wurde indes sowohl vom polnischen Adel als auch vom Großfürsten Litauens, Vytautas, nicht akzeptiert. So bereiteten sich die Kontrahenten intensiv auf eine militärische Entscheidung während der Sommermonate des Jahres 1410 vor. Dieser als „grosser streyth“ bezeichnete Krieg gipfelte im Zusammentreffen der Heere unweit Tannenbergs.

## Verlauf des Feldzuges im Sommer 1410
Beide Seiten waren fest entschlossen, durch einen Feldzug während des Sommers 1410 eine endgültige Entscheidung, möglichst in einer entscheidenden Feldschlacht, herbeizuführen. Im Winter 1409/10 fand in Brest-Litowsk eine polnisch-litauische Beratung statt, auf der ein Feldzugsplan entworfen wurde. Erstmals sollte es eine koordinierte Kriegsführung geben. Der Plan sah vor, mit vereinten Kräften gegen die Marienburg zu ziehen, das Haupthaus des Ordens zu erobern und somit den Orden entscheidend zu schwächen.

### Ausgangslage im Frühsommer
Bereits im Frühjahr 1410 begannen die Kriegsgegner, ihre jeweiligen Aufgebote zu sammeln. Der Deutsche Orden mobilisierte die verfügbaren Streitkräfte sämtlicher Komtureien und befahl zeitgleich das Aufgebot der Städte sowie des ansässigen Landadels. Der livländische Landmeister Conrad von Vytinghove erteilte dem Hochmeister jedoch eine Absage und berief sich auf ein Waffenstillstandsabkommen mit Großfürst Vytautas. So erklärt sich die Abwesenheit des gesamten livländischen Ordenszweiges, was nachhaltige Folgen für das Kräfteverhältnis haben sollte. Aus Unkenntnis über die Absichten seiner Gegner vermutete Ulrich von Jungingen einen Angriff aus der Gegend von Bromberg oder aus Litauen und wartete ab, bis der Gegner aktiv wurde.
Der König von Polen hielt sich im späten Frühjahr im Feldlager bei Wolbórz südöstlich von Łódź auf, wohin er die Masse seiner zuziehenden Banner aus ganz Polen beordert hatte. Durch Gewährsleute im Ordensland war der König über die Handlungen seines Kontrahenten stets gut informiert. Am 26. Juni brach das polnische Hauptheer nach Norden auf. Ende Juni erschien Großfürst Vytautas vereinbarungsgemäß mit den litauischen Aufgeboten nebst verschiedenen tatarischen Truppenteilen sowie den belarussischen Kontingenten. Gleichzeitig sammelte sich eine polnische Streitmacht unweit Brombergs unter dem Befehl des dortigen Starosten. Diese Abteilungen sollten in der Neumark offensiv werden.

### Der Weg nach Tannenberg

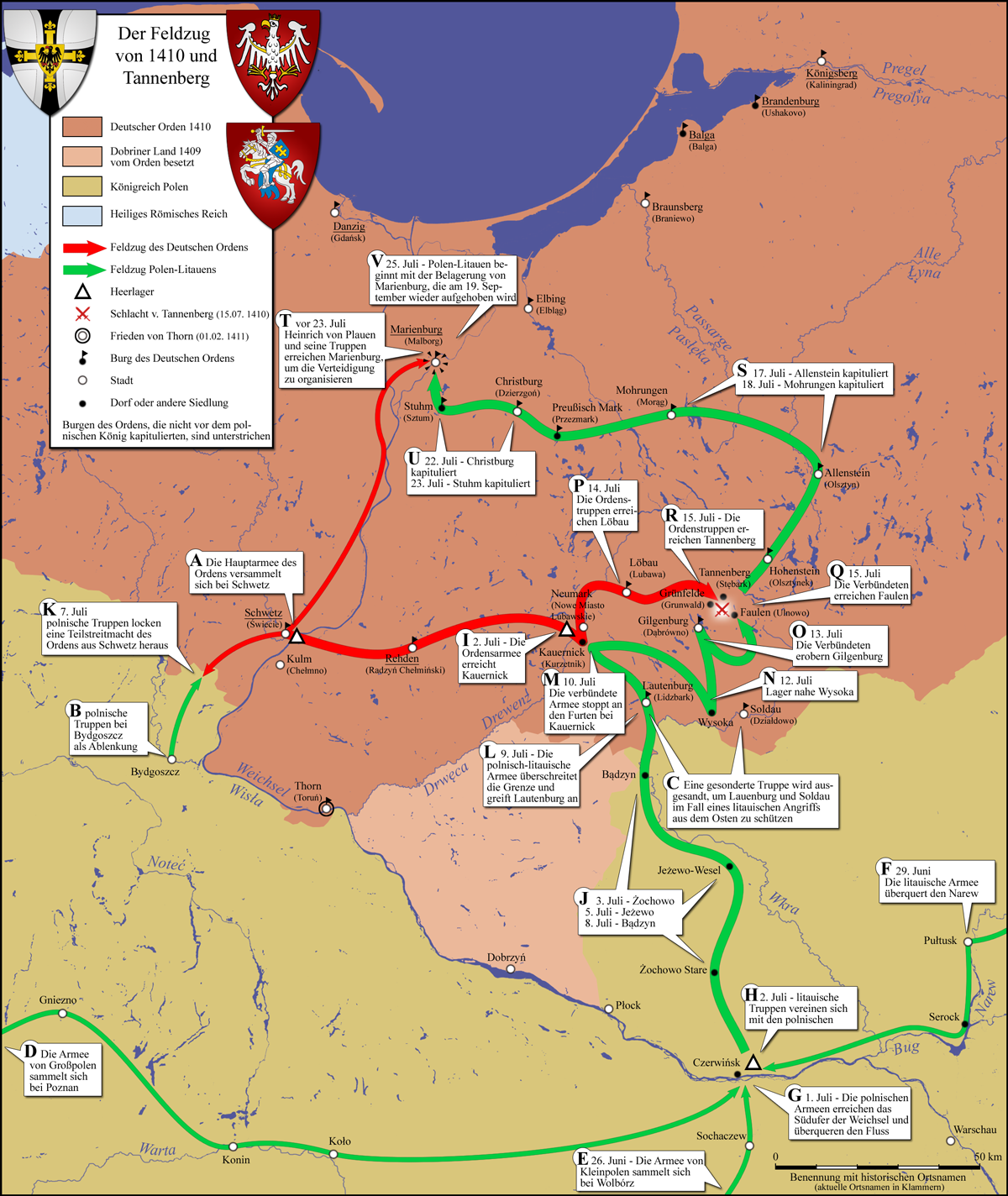
Karte des Feldzugs 1410 mit dem entscheidenden Treffen bei Tannenberg

Der Feldzug begann am 30. Juni mit der Überquerung der Weichsel bei Czerwińsk nad Wisłą durch das polnische Heer über eine für die damalige Zeit neuartige Pontonbrücke. Dort traf das Heer mit den nördlich des Flusses heranziehenden Litauern und ihren Hilfstruppen zusammen. Das vereinigte Heer bezog unweit Bieżuńs ein befestigtes Lager und befand sich nun unmittelbar an der Grenze des Deutschordensstaates. Aus von dort abgesandten so genannten Entsagungsbriefen der Herzöge Semovit und Janusz von Masowien sowie weiterer Edelleute konnten der Hochmeister und seine Berater erstmals zweifelsfrei den Standort der polnisch-litauischen Hauptstreitmacht erkennen. Zudem kam es Ende Juni zu ersten Scharmützeln in der Neumark, was Ulrich von Jungingen veranlasste, einen Teil seines Heeres unter dem bewährten Komtur Heinrich von Plauen bei Schwetz zu belassen. Das Heer des Ordens zog am 2. Juli auf Soldau, in dessen Nähe sich bereits eine vorgeschobene Abteilung unter dem Ordensmarschall Friedrich von Wallenrode befand. Dort verschanzte sie sich bei Kauernick an den Ufern des Flusses Drewenz. Das daraufhin konzentriert ins Ordensland vorrückende Heer des polnischen Königs sowie die Streitmacht des Großfürsten Vytautas wichen einer für sie taktisch nachteiligen Konfrontation vor den befestigten Schanzen des Ordensheeres aus. Die Verbündeten versuchten ihrerseits, das Ordensheer östlich zu umgehen, und stürmten am 8. Juli die befestigten Siedlungen Soldau und Neidenburg.
Das Hauptheer des Ordens stand nur einige Kilometer westlich des Geschehens, als es am 13. Juli zur Erstürmung von Gilgenburg durch Litauer und Tataren kam. Vermutlich aufgrund der dortigen Geschehnisse und der Verwüstung Gilgenburgs befahl Ulrich von Jungingen den sofortigen Aufbruch des Heeres mit dem Ziel, den Gegner unverzüglich zu stellen. Nachdem in der darauffolgenden Nacht über dem Lager des Ordensheeres unweit von Frögenau und der gesamten Tannenberger Heidelandschaft ein schweres Gewitter niederging, standen sich die Heere seit dem Vormittag des 15. Juli zwischen den Dörfern Grünfelde und Tannenberg sowie Ludwigsdorf und Faulen gegenüber.

## Stärke und Aufstellung der beiden Heere
Die überlieferten Angaben über die Stärke beider Heere weichen beträchtlich voneinander ab. Sie reichen für das polnisch-litauische Heer von 26.000 bis 39.000 Kämpfer, für das Ordensheer von 11.000 bis 27.000. Jan Długosz, der spätere Chronist der Schlacht, dessen Vater an ihr teilgenommen hatte, nennt zwar keine Zahlen, doch ist es möglich, anhand seiner Auflistung der beteiligten Banner, für das Ordensheer sowie den polnischen Adel eine Schätzung abzugeben: So standen inklusive von Kriegsaufgeboten der preußischen Stände um die 20.000 Mann unter der Fahne des Ordens, während das Königreich Polen 15.000 mehr oder weniger gut gerüstete Kämpfer ins Feld führte. Unberücksichtigt bleibt bei diesen Schätzungen die Anzahl der Litauer, Tataren, Ruthenen und Belarussen unter dem Kommando Vytautas’. Der britische Militärhistoriker Stephen Turnbull schätzt, dass das Heer des Deutschen Ordens 27.000 Mann stark war, das ihrer Gegner insgesamt 39.000 Mann umfasste.:S. 25. Diese Streitmacht war dem Ordensheer also zahlenmäßig überlegen, doch waren die Kämpfer des Ordensheeres besonders gegenüber den litauischen Kräften besser bewaffnet und ausgebildet.
Die eigentlichen Ordensritter bildeten im Heer eine verschwindend geringe Minderheit. Da jede Komturei mit Ausnahme der Haupthäuser Marienburg und Königsberg nur fünf bis sieben Ordensritter stellte, befanden sich höchstens vierhundert ritterliche Ordensbrüder auf dem Schlachtfeld. Als von großer psychologischer Bedeutung ist jedoch der „sakrale Nimbus“ des Ordens zu bewerten, der sich auf den besonderen Schutz seiner Patronin, der Jungfrau Maria, berief. Der Deutsche Orden stand im Ruf, aufgrund dieses hohen Patronats unbesiegbar zu sein. Dieser Aspekt besaß im tief religiösen Spätmittelalter hohe Bedeutung. Er erklärt unter Umständen auch das spätere Zögern des polnischen Königs, den Befehl zur Attacke auf das Ordensheer zu geben. Auf polnischer Seite wurden bereits im Vorfeld des Treffens vielfältige Prophezeiungen, unter anderem der Heiligen Birgitta, verbreitet, um diesen psychologischen Vorteil des Ordens auszugleichen. Bei den litauischen Truppen hatte sich das sakrale Regularium des Christentums noch nicht maßgeblich durchgesetzt, daher fiel dieser Aspekt kaum ins Gewicht.
König Władysław II. ordnete sein Heer in drei Linien. Am rechten Flügel standen die von Großfürst Vytautas befehligten, leichter bewaffneten und gerüsteten Litauer, Ruthenen und Lipka-Tataren, am linken die Polen unter dem Kommando von Jan Zyndram von Maszkowic und Zbigniew Kazimierz von Goblinic. Die Frontlinie war fast drei Kilometer lang.
Das Ordensheer stand ursprünglich gleichfalls in drei Linien. Als Hochmeister Ulrich von Jungingen die lange Front der Polen-Litauer erkannte, gruppierte er sie in zwei Linien um und verbreiterte damit die Aufstellung seines Heeres, um nicht vom Gegner umgangen zu werden. Auf dem rechten Flügel des Ordensheeres stand der Großteil ordensfremder Ritter, zusammengefasst unter der Fahne des Heiligen Georg. Auf beiden Seiten waren die Ritter in Banner gegliedert. Bei den Litauern gliederten sich die Krieger in Stammesverbände unter dem Kommando eines Bojaren, Teile des Fußvolks blieben zum Schutz der Heerlager zurück.
Vor den Bannern der Ordensritter standen Armbrustschützen. Auf einer Anhöhe links des Ordensheeres bezogen Steinbüchsen Stellung.
Weil das Ordensheer auf Befehl des Hochmeisters willkürlich vorgerückt war, befand es sich nun in taktisch nachteiliger Position, da sich die Masse des polnisch-litauischen Heeres auf bewaldetem Areal befand, sodass ein Angriff der schwer gerüsteten Ritter ausgeschlossen war. Laut mittelalterlicher Kampftaktik wurde darauf Wert gelegt, die Initiative durch einen frontalen Reiterangriff auf einen frei im Gelände befindlichen Gegner zu gewinnen. Diese Option blieb dem Ordensheer aufgrund der Umstände verwehrt. Es musste also defensiv bleiben und den Angriff des polnisch-litauischen Heeres erwarten, was sich unter den sommerlichen Bedingungen des 15. Juli nachteilig auswirkte.

## Schlachtverlauf
Die eigentliche Schlacht begann um die Mittagszeit. Zuvor hatte Hochmeister Ulrich von Jungingen auf Anraten des Ordensmarschalls Wallenrod dem König Władysław sowie Vytautas jeweils ein blankes Schwert überbringen lassen und somit zum unverzüglichen Kampf aufgefordert. Der Chronist Jan Długosz gibt den vorgeblichen Wortlaut wieder:

„Es ist Brauch kriegerischer Streiter, wenn ein Kriegsheer zum Kampfe bereit des andern wartet, so sendet es diesem ein Schwert zu, um es zum gerechten Streit auf dem Kampfplatz zu fordern. Sehet, so reichen auch wir euch jetzt zwei Schwerter entgegen, das eine für Euch, den König, das andere für Euch, Herzog Witold, im Namen des Meisters, des Marschalls und der Ritter des Ordens, auf dass ihr den Kampfplatz erwählet, wo ihr ihn wollt. Nehmet sie euch zur Hilfe, diese Schwerter, zum Beginne des Streites. Aber zaudert nicht ferner und versäumet nicht die Zeit. Wozu versteckt ihr euch in Wäldern und verberget Euch, um dem Kampfe zu entfliehen, dem ihr für wahr doch nicht mehr entgehen könnt?“

Dieses der deutschen ritterlichen Tradition entsprechende Vorgehen erschien dem Hochmeister erforderlich, da sich Władysław II. nicht zu einem Angriff entschließen konnte. Über die Beweggründe des Königs lässt sich aus heutiger Sicht nur noch spekulieren, doch ist es durchaus nachvollziehbar, dass dieser nicht als Aggressor gegen ein christliches Heer unter dem Patronat der Heiligen Jungfrau gelten wollte. Litauische Quellen bezeichnen den König dagegen als ängstlich – der Großfürst habe den König sogar persönlich aufgefordert, seine Andacht zu beenden und endlich den Angriff zu befehlen. Denkbar ist allerdings auch, dass der König auf Anraten seiner erfahrenen Unterführer das in der Mittagshitze in Schlachtordnung aufgestellte Ordensheer schon im Vorfeld des unvermeidlichen Treffens durch physische Ermüdung der schwer gerüsteten Kämpfer sowie ihrer Streitrosse schwächen wollte.

### Angriff und Gegenattacke auf dem linken Flügel des Ordensheeres

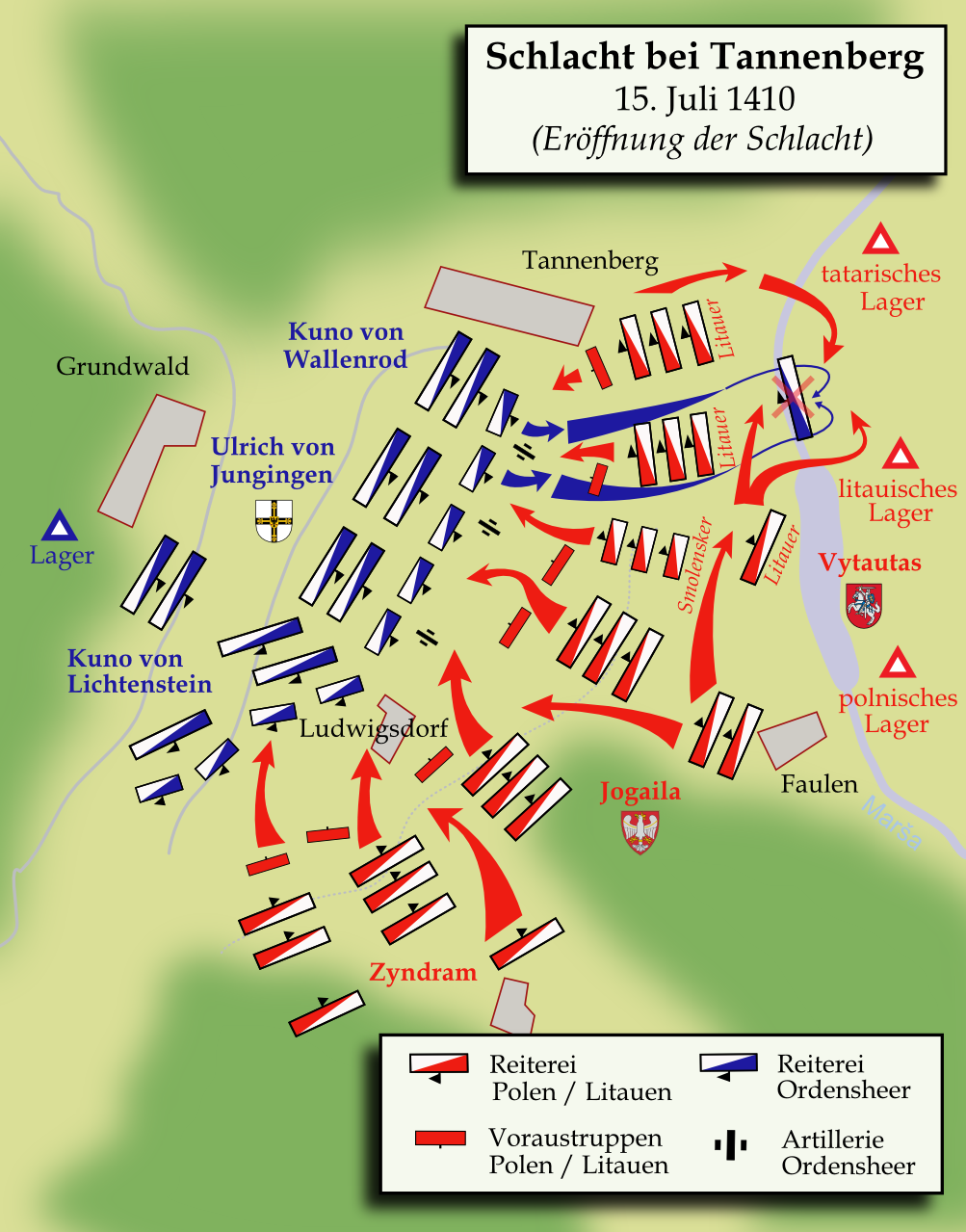
Anfangsphase der Schlacht um die Mittagszeit: Erste Attacke des Litauischen Flügels und dessen Rückzug nach dem Gegenangriff des Ordensheeres

Unabhängig von seiner Aufforderung an Wladyslaw ließ Großfürst Vytautas seine leichte Reiterei am rechten Flügel des vereinigten Heeres angreifen und eröffnete um die Mittagsstunde die Schlacht. Dieser Angriff veranlasste das vorzeitige Abfeuern der Geschütze des Ordensheeres. Der Einsatz der kosten- sowie logistikintensiven „Feuerrohre“ in einer Feldschlacht erwies sich in der Folge als taktischer Fehlschlag. Durch den ungestümen Angriff der eigenen Truppen auf dem linken Flügel wurden die Stückmeister ihres Schussfeldes beraubt und zudem war die neuartige Waffe mit technischen Problemen behaftet: Das vom Gewitterregen der vorangegangenen Nacht feuchte Schwarzpulver zeigte sich zu großen Teilen als unbrauchbar. Auch erwies sich die Zielgenauigkeit der damaligen auf Steinbüchsen beruhenden Feldartillerie schon auf 150 Meter als sehr gering, was sich gerade bei der Abwehr von schnellen Reiterattacken nachhaltig auswirkte. Die Artillerie zeigte demnach nur geringe Wirkung.
Der Gegenattacke der schweren Kavallerie auf dem linken Flügel der Ordensstreitmacht unter dem Kommando des Ordensmarschalls Friedrich von Wallenrode zeigte sich die leicht ausgerüstete litauische Reiterei unterlegen. Die schwer gepanzerten Ritter des Ordensheeres drängten die Angreifer zurück, doch statt eine geschlossene Formation zu halten, verfolgten sie den zurückweichenden Gegner. Damit aber löste sich die Schlachtordnung in diesem Sektor auf.
Angriff gefolgt von Rückzug, Neugruppierung und Gegenangriff gehörte seinerzeit aber zur üblichen Kampfweise der leichten Reiterei der Steppenvölker (Tataren, Bessarabier, Walachen), doch diesmal gelang diese Neugruppierung nicht und die Litauer und Tataren flohen. Ob es sich bei diesem scheinbaren Rückzug von Großteilen des litauischen Kontingents nun um eine Kriegslist oder mehr oder weniger um einen gut genutzten Zufall handelte, ist eine bis heute strittige Frage. Ältere polnische Quellen berichten, die Litauer seien schlichtweg geflohen. Diese Interpretation wird durch litauische Angaben gestützt, die den polnischen König beschuldigen, die Litauer zu Beginn der Schlacht im Stich gelassen zu haben.
Drei belarussische Banner, die laut Schlachtplan den Anschluss an die polnischen Kontingente halten sollten, schlossen sich nicht dem allgemeinen Rückzug auf dem litauischen Flügel an. Die Belarussen versuchten hingegen, sich geordnet in Richtung Zentrum zurückzuziehen, um dort Anschluss an die polnischen Banner zu finden. Diese Abteilungen wurden mit Ausnahme des Smolensker Banners vollständig vernichtet.

### Kampf auf dem rechten Flügel

Darstellung des auf dem linken Flügel des polnischen Heeres vorübergehend an den Orden verlorenen königlich-polnischen Reichspaniers

Ein wenig später erfolgender Angriff der polnischen Ritterschaft gegen den rechten Flügel des Ordensheeres unter dem Großkomtur Kuno von Lichtenstein wurde durch die fünfzehn Banner der preußischen Komtureien sowie durch ritterliche Gäste des Ordens aufgehalten. Das Gefecht unter weitgehend gleich Gerüsteten blieb dort vorerst ohne Entscheidung. Allerdings fiel das polnische Reichspanier kurzzeitig in die Hände des Ordens.
Die Polen eroberten es in einem überraschenden Gegenstoß unter Führung des Ritters Zawisza Czarny umgehend zurück, der Legende nach, weil die Ordensritter infolge des triumphalen Absingens des Chorals: Christ ist erstanden (Siegeshymne des Ordens) vom Schlachtgeschehen abgelenkt waren.
Nach mittelalterlichem Verständnis bedeutete der Fall des gegnerischen Hauptbanners den Tod oder die Gefangennahme des feindlichen Heerführers, was viele Krieger des Ordensheeres aufgrund der räumlichen Distanz zum unmittelbaren Geschehen vermuteten und unter Anbetracht des scheinbar zur Flucht ausartenden litauischen Rückzugs als endgültigen Sieg deuteten. Diese Tatsache erklärt das in den Quellen belegte Anstimmen des Siegeschorals.
Da König Wladyslaw entgegen der westeuropäischen Tradition nicht in unmittelbarer Nähe des verlorenen Hauptbanners weilte, sondern gemeinsam mit Jan Zyndram von Maszkowic die Schlacht aus einiger Entfernung beobachtete, blieb der Fall des Banners eine Episode.
Kurzfristig wurden einige Reservebanner unter Zawisza Czarny in dieser für Polen kritischen Schlachtphase eingesetzt, um durch temporär zahlenmäßiges Übergewicht das als optischen Fixpunkt überaus wichtige Reichspanier den Ordensrittern wieder zu entreißen.

### Attacke des Rennbanners sowie der Kulmer Ritterschaft unter Ulrich von Jungingen
→ Siehe Artikel: Ulrich von Jungingen

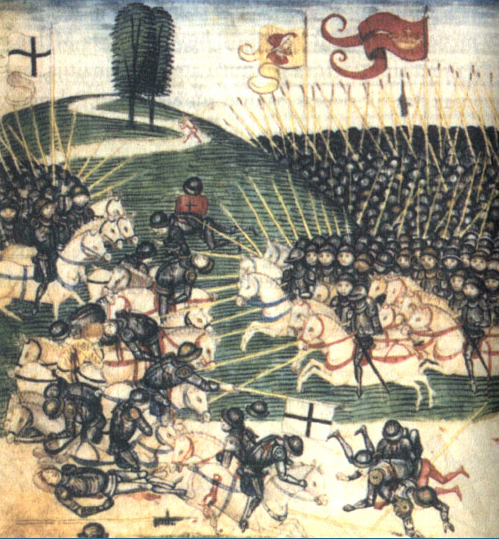
Darstellung der Schlacht aus dem Luzerner Schilling von Diebold Schilling dem Jüngeren; um 1515

Der Hochmeister versuchte daraufhin persönlich, mit seinen 15 Reservebannern, darunter dem hochmeisterlichen Rennbanner, einer Elite der Ordensritterschaft, ein Umgehungsmanöver des durch den Rückzug der Litauer entblößten polnischen rechten Flügels, um somit dem Feind in die Flanke zu fallen und eine Entscheidung zu seinen Gunsten herbeizuführen. Dabei verweigerte ihm jedoch die seit 1397 im Eidechsenbund zusammengeschlossene Kulmer Ritterschaft den Gehorsam. Aus diesem Grunde und infolge der entschlossenen Abwehr der Polen misslang die Attacke. An vorderster Front kämpfend, ging Ulrich von Jungingen das gleiche Risiko ein wie die von ihm geführten Kämpfer; das missglückte Manöver und seinen Wagemut bezahlte er mit dem Leben.
Der Hochmeister erwies sich dort zwar den Idealen des Rittertums ergeben, was sich aber später als verhängnisvoll erwies. Jungingen zeigte sich der Nachwelt als tapferer Krieger, jedoch nicht als weitblickender Feldherr, der selbst im Falle eines verlorenen Treffens hinhaltenden Widerstand zu organisieren vermochte. Der Hochmeister schien eine kritische Phase in der Schlacht oder ein generell verlorenes Treffen grundsätzlich ausgeschlossen zu haben. So erklärt sich der einhergehende Verlust jeglicher koordinierter Führung mit dem Tod des Heerführers. Hinzu kam die Verteilung der Großgebietiger, das heißt der potenziellen Stellvertreter, auf die einzelnen Flügel, was eine einheitliche Führung unmöglich machte. So war der Ordensmarschall Friedrich von Wallenrode, Befehlshaber des weit vorgepreschten linken Flügels, zu diesem Zeitpunkt vermutlich bereits gefallen, während Großkomtur Kuno von Lichtenstein isoliert auf dem rechten Flügel des Ordensheeres das Gelände zu behaupten suchte.

### Der Kessel von Tannenberg

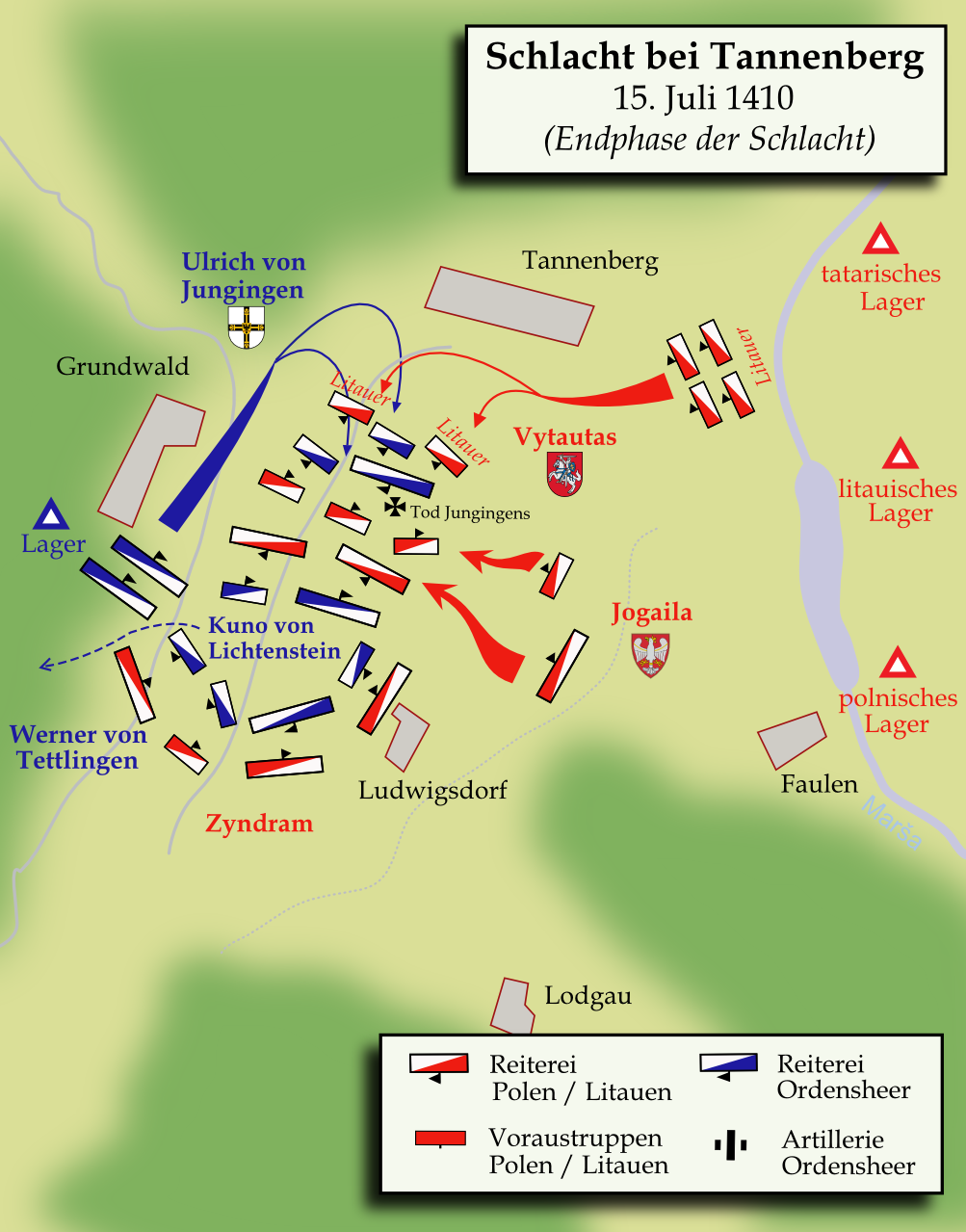
Letzte Phase des Treffens am späten Nachmittag; in Blau ist der vorangegangene Flankenangriff unter Ulrich von Jungingen verzeichnet

Nach dem Fall des Hochmeisterbanners begann sich am späten Nachmittag die Ordnung des Ordensheeres aufzulösen. Ohne Führung vermochte das Ordensheer keinen geordneten Widerstand zu leisten, die Schlacht verzettelte sich in erbitterte Gefechte zwischen den einzelnen Bannern und sogar vom Hauptheer isolierten Rittern. Namentlich wird dort der Komtur von Schlochau, Arnold von Baden, erwähnt. Das Festhalten des Großkomturs auf bestehenden Positionen erleichterte die Umfassung dieses Heeresteils durch die polnische Reiterei. Dagegen wurde auf polnischer Seite durch den König und dessen Berater Jan Zyndram von Maszkowic nun böhmisches Fußvolk in die Schlacht geführt, was die ohnehin ausgedünnten Reihen des Ordensheeres ins Wanken brachte. Auf das Schlachtfeld zurückkehrende litauische Kräfte verschoben das Kräfteverhältnis nochmals zu Ungunsten des Ordens, dessen restliches Heer nun an den Flanken umfasst wurde. Einzelne Einheiten entgingen der Vernichtung durch Flucht. Unter ihnen befanden sich der einzig überlebende Großgebietiger, der Großspittler des Deutschen Ordens und gleichzeitig Komtur von Elbing, Werner von Tettlingen, sowie der Komtur von Danzig, Johann von Schönfels, und der Komtur von Balga, Friedrich von Zollern.
Sich zurückziehende Kräfte versuchten beim Heerlager des Ordensheeres nahe Frögenau eine letzte Verteidigung, wurden jedoch von dem polnisch-litauischen Heer sowie Teilen des eigenen Trosses, der in Anbetracht der Lage abrupt die Fronten wechselte, endgültig besiegt. Das Lager wurde gestürmt und geplündert. Der Chronist schreibt:

„Die feindlichen Lager mit großen Vorräten und Reichtümern, die Wagen und der gesamte Tross des Hochmeisters und der preußischen Ritterschaft fielen in die Hände der polnischen Soldaten. Im Lager der Kreuzritter wurden einige Wagen gefunden, die nur mit Ketten und Banden beladen waren. Ihres Sieges gewiss und nicht Gott um diesen bittend, mehr mit dem künftigen Triumph als mit der Schlacht beschäftigt, hatten sie diese für die Fesselung der Polen vorbereitet. Es gab auch andere Wagen voll mit Kienholz, auch mit Talg und Pech getränktem Werg, mit dem sie die geschlagenen und fliehenden Polen vor sich her jagen wollten. Zu früh freuten sie sich ihres Sieges, stolz auf sich selbst vertrauend und nicht bedenkend, dass der Sieg in Gottes Hand lag. So hat Gott ihren Hochmut gerecht bestraft, denn die Polen banden sie mit eben diesen Eisen und Fesseln. Diese Ketten und Bande, die die Kreuzritter für sich selbst geschmiedet hatten, waren ein erschütterndes Beispiel für die Unbeständigkeit der menschlichen Dinge, ebenso die Wagen und das feindliche Lager mit ihren großen Reichtümern, die von den polnischen Rittern innerhalb einer Viertelstunde verwüstet wurden, so dass nicht die geringste Spur von ihnen blieb.“

## Folgen der Niederlage des Ritterordens

### Unmittelbare Folgen der Schlacht

Dieses 1388 in Elbing gefertigte Reliquiar wurde von Polen erbeutet

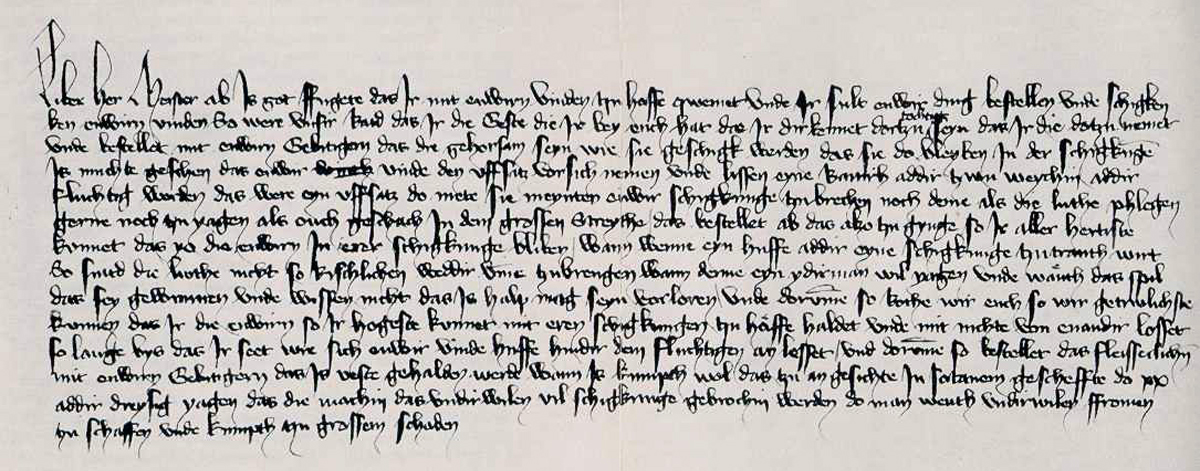
Brief an den Hochmeister („Liber her meister“) mit Ratschlägen bezüglich zukünftiger Taktik

Auf beiden Seiten wurde der Ausgang der Schlacht als „Gottesurteil“ gewertet. Die Schlacht hatte viele Opfer gekostet. Verlässliche Zahlen existieren nicht. Zeitgenössische Quellen sprechen von 50.000 bis 100.000 Toten, Verwundeten und Gefangenen, aber solche Angaben sind wohl Übertreibungen. Neben dem Hochmeister kam bis auf wenige Ausnahmen die gesamte Führungsschicht (Großgebietiger, Komture) des Ordens um.
Die zumeist vollständig ausgeplünderten Gefallenen wurden in der Folge in Massengräbern beigesetzt, während einzig die Leiche des Hochmeisters auf Weisung des Königs würdig zur Marienburg überführt wurde. Die Gefangenen, unter ihnen Herzog Konrad VII. „der alte Weiße“ von Oels, und Kasimir, jüngerer Sohn des Herzogs Swantibor III. von Pommern-Stettin, sollten zu einem späteren Zeitpunkt gegen Lösegeld ausgelöst werden, was zum Teil die immense Summe an Entschädigung im später ausgehandelten Friedensvertrag von Thorn erklärt. In erster Linie handelte es sich bei den ritterlichen Gefangenen um so genannte Gäste des Ordens, da die meisten Ordensritter gefallen waren. Laut mittelalterlichen Quellen blieben 202 ritterliche Ordensbrüder auf dem Schlachtfeld. Der gefangene Komtur der preußischen Brandenburg, Markward von Salzbach, und der Vogt des Samlandes, Heinrich Schaumburg, wurden durch Vytautas aufgrund früherer Differenzen noch auf dem Schlachtfeld hingerichtet.
Nach dem Sieg lagerte das polnisch-litauische Heer drei weitere Tage nahe dem Schlachtfeld. Die Verbündeten beriefen sich auf einen alten Brauch, laut dem die Krieger Zeit bekamen, sich zu erholen und die Gefallenen auszuplündern. Am 19. Juli setzte sich das Heer mit Ziel des Haupthauses des Ordens, der Ordensburg Marienburg, in Bewegung. Dafür wurden 11 Tage benötigt, denn es mussten noch einige sich ergebende Burgen übernommen werden. Die Verteidigung der vom Schlachtfeld bei Tannenberg ungefähr siebzig Straßenkilometer entfernten Marienburg wurde indes durch Heinrich von Plauen, den Komtur von Schwetz, improvisiert. Dort fanden auch versprengte Reste des Ordensheeres Zuflucht.
Die darauffolgende Belagerung der Marienburg musste am 19. September aufgrund des hartnäckigen Widerstands sowie aus mangelnder Versorgung des Belagerungsheeres erfolglos abgebrochen werden. Zudem rückte seit Ende August eine Streitmacht aus Livland heran. Eine Typhus-Epidemie unter den Litauern und Tataren und nicht zuletzt ein Angriff von König Sigismund, eines erklärten Verbündeten des Ordens, von Ungarn aus auf Südpolen, waren weitere Beweggründe für den polnischen König, die Belagerung abzubrechen.
Die erbeuteten 51 Banner des Deutschen Ordens wurden im Spätherbst in feierlicher Prozession in die Krakauer Wawelkathedrale gebracht und dort als Siegessymbol über die „Krzyżacy“ gezeigt. Jahrzehnte später beschrieb der polnische Chronist Johannes Longinus die Banner als Banderia Prutenorum. Zuletzt wurden sie Anfang des 17. Jahrhunderts erwähnt, doch existierten um 1800 immer noch einige von ihnen. Ihr Verbleib nach dieser Zeit ist allerdings ungeklärt. Die in Krakau vorhandenen Nachbildungen wurden 1940 bei der „Einholung der Fahnen des Deutschen Ritterordens“ in die Marienburg gebracht.
Die verbliebenen Ordensbrüder wählten in der Folge den Komtur Heinrich von Plauen zum neuen Hochmeister. Dieser führte danach eine Reihe von Prozessen gegen Ritter, die angeblich in der Schlacht bei Tannenberg versagt hatten, sowie gegen Burgvögte, die ihre festen Häuser voreilig dem Feind ausgeliefert hatten. Prominentester Angeklagter war der Führer des Eidechsenbundes und Bannerträger in der Schlacht bei Tannenberg, Nicolaus von Renys. Er wurde nach weiteren ordensfeindlichen Aktionen wegen Hochverrats 1411 in Graudenz hingerichtet.

### Langfristige Auswirkungen
Langfristig bedeutete die Niederlage in der Schlacht bei Tannenberg die wirtschaftlich vorteilhafte Anbindung Preußens an Polens Ressourcen und folglich für den Deutschen Orden den Anfang vom Ende seiner auf mittelalterlichen Rechtsbedingungen begründeten Territorialherrschaft in Preußen. Der Mythos von der „gottgewollten“ Unbesiegbarkeit des Ordensheeres wurde bei Tannenberg endgültig gebrochen. Es gelang zwar noch, die Marienburg gegen den Angriff der Polen und Litauer zu verteidigen, aber im Ersten Frieden von Thorn, am 1. Februar 1411, musste der Ordensstaat einige strittige Gebiete an Polen-Litauen abtreten und 100.000 Schock böhmische Groschen Entschädigung zahlen.
Seine wirtschaftliche und finanzielle Situation spitzte sich in der Folge dramatisch zu. Der Seehandel ging mit dem schleichenden Niedergang der Hanse zurück und es brachen latente Widersprüche, wie die Forderung der Ständebeteiligung an der Landesherrschaft und Fragen bei der Steuererbringung, innerhalb der preußischen Gesellschaft offen auf.
Die in Thorn ausgehandelten Kontributionen belasteten den Orden und die preußischen Stände finanziell außerordentlich und führten letztlich im Jahre 1454 zum Aufstand der 1440 in Elbing zum „Preußischen Bund“ (auch „Bund vor Gewalt“ genannt) zusammengeschlossenen Landstände gegen die feudale Zwangsherrschaft der Ordensritter.
Auch war der Ruf des Ordens infolge der Niederlage nachhaltig geschädigt, denn auf dem Konzil von Konstanz wurden Polen und Litauen nicht, wie der Orden es anstrebte, als Aggressor gegen Christen verurteilt. Die Heidenmission in Litauen verlor damit endgültig ihre Legitimation. Von Papst und Kaiser wurden dem Orden alle Ansprüche auf vorgeblich heidnisches Land im Großfürstentum Litauen abgesprochen. Die Idee der Zwangsbekehrung musste endgültig aufgegeben werden, was das Existenzrecht des Ordensstaates im Baltikum in Frage stellte.
Der 1454 ausbrechende Dreizehnjährige Krieg zwischen dem Deutschen Ritterorden und dem Königreich Polen und den mit dessen König verbündeten preußischen Städten, auch als schmutziger Krieg bezeichnet, endete mit einer schweren Niederlage des Ordens und führte 1466 zur Teilung Preußens im Zweiten Frieden von Thorn. Aufgrund dieses Vertrages kam der westliche Teil des Ordensstaates („Preußen königlichen Anteils“) unter die Oberhoheit des polnischen Königs, der Hochmeister verpflichtete sich vertraglich, dem polnischen König den Lehnseid zu leisten. Damit verlor der bisher als Landesfürst auftretende Hochmeister immens an Reputation und musste den untergeordneten Rang eines Vasallen der polnischen Krone akzeptieren. Auf diese Weise konnte sich der Aufstieg Polen-Litauens zu einer neuen Großmacht in Europa fortsetzen.

## Legenden

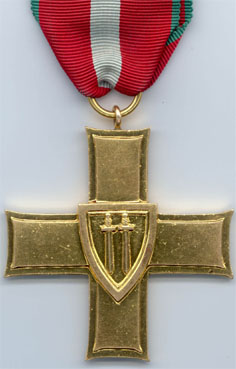
Grunwaldkreuz in goldener Ausführung, mit den zwei Schwertern von Grunwald

In der Nacht vor dem entscheidenden Treffen soll sich vor dem über dem Feld stehenden Vollmond ein mysteriöses Himmelsschauspiel zugetragen haben: Der Schatten eines Königs und eines Mönches hätten sich erbittert bekämpft, bis der Mönch, ein Symbol der sakralen Ritterschaft des Deutschen Ordens, schließlich unterlegen sei. Dieses Geschehen wurde im Nachhinein als günstiges Omen für einen polnischen Sieg gedeutet.
Während der Schlacht soll sich der Heilige Stanislaus von Krakau über dem polnischen Heer gezeigt und so den himmlischen Beistand der polnischen Sache unterstrichen haben. Die diffuse Gestalt schwebte angeblich von einer Aureole aus Licht umgeben einige Zeit über den Kämpfenden und segnete die in die Schlacht ziehenden Scharen.
Die aus taktischer Überlegung dem polnischen König und litauischen Großfürsten dargebrachten beiden Schwerter galten schon Zeitgenossen und der Nachwelt als Symbol „teutonischen Hochmuts“, den Gott umgehend strafte. In Polen wurde bis in die 1990er Jahre dieser legendären Schwerter in Form der militärischen Auszeichnung mit dem so genannten Grunwaldkreuz in drei Klassen (Gold, Silber und Bronze) gedacht. Auch Grabsteine im
Zweiten Weltkrieg gefallener polnischer Soldaten tragen diese Symbolik.
Die zunächst mündliche, später auch schriftliche Verbreitung dieser Gegebenheiten erfolgte mit propagandistischer Absicht unter dem Aspekt des sich in der Mitte des 15. Jahrhunderts verschärfenden Widerspruchs zwischen dem Königreich Polen und den preußischen Ständen auf der einen und dem Deutschen Orden auf der anderen Seite. Dieser Konflikt mündete schließlich in den Dreizehnjährigen Krieg. Es sollten unter Berufung auf religiös interpretierte Phänomene die Ansprüche Polens legitimiert und der Orden ideologisch geschädigt werden. Ähnliche Intentionen gelten für die im 19. Jahrhundert erfolgende polnische Rezeption der Schlacht unter den Bedingungen der polnischen Teilung, wobei die Teilungsmächte die Rolle des Ordens einnehmen.

## Benennung und Lokalität
Die Schlacht wurde auf der Heidelandschaft zwischen den Dörfern Grünfelde, Tannenberg und Ludwigsdorf im späteren Ostpreußen ausgetragen. Als nächstgelegene Stadt galt Gilgenburg. Der polnische König gab 1410 in einem lateinischen Brief „Grunenvelt“ als Ort der Schlacht an. In der Jahrzehnte später abgefassten Chronik des polnischen Chronisten Johannes Longinus ist von „Grunwald“ die Rede, in der polnischen Geschichtsschreibung wird seither die Bezeichnung Schlacht bei Grunwald (Bitwa pod Grunwaldem) verwendet; auch das Historiengemälde von Jan Matejko heißt so. Die litauische Geschichtsschreibung übersetzte den vermeintlichen „Grünwald“ entsprechend zu „Žalgiris“. 535 Jahre nach der Schlacht, nach der Vertreibung von Deutschen nach dem Zweiten Weltkrieg, wurde das Dorf Tannenberg entsprechend ebenfalls alter Bezeichnungen umbenannt in „Stębark“ und das Dorf Grünfelde entsprechend dem polnischen Sprachgebrauch in „Grunwald“.
Im (west-)deutschen Sprachgebrauch ist im Allgemeinen von der Schlacht bei Tannenberg die Rede, während in der DDR-Geschichtsliteratur weitgehend entsprechend dem polnischen Vorbild von der Schlacht bei Grunwald die Rede war. Auf Russisch, Tschechisch, Estnisch, Lettisch, Rumänisch, Serbisch und Ungarisch wird ebenfalls von der Schlacht bei Grunwald gesprochen, ebenso in Englisch, Französisch, Italienisch, Spanisch und Portugiesisch. Dagegen ist auf Schwedisch, Dänisch, Norwegisch, Finnisch, Bulgarisch und Kroatisch von der Schlacht bei Tannenberg die Rede.

## Rezeption

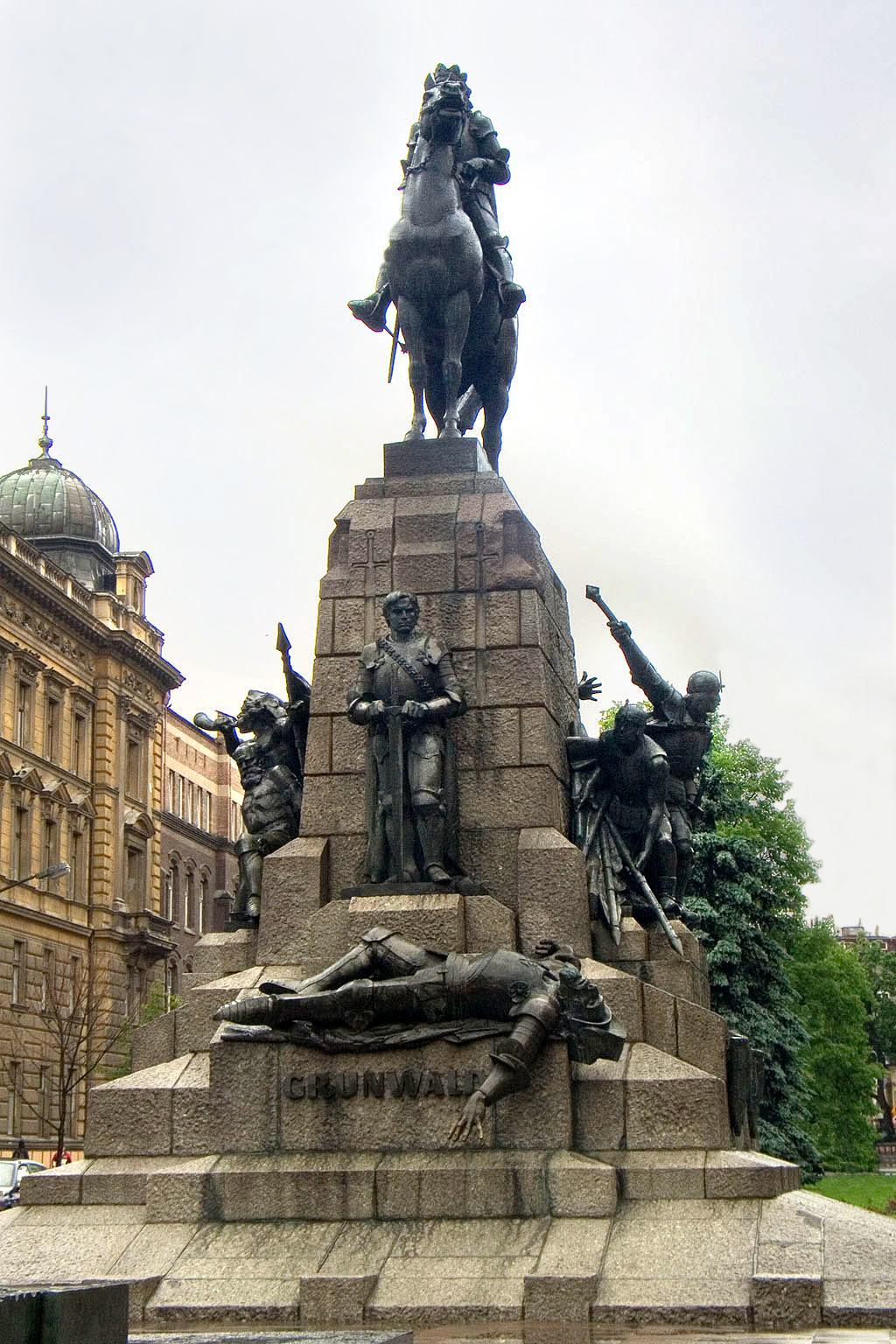
Das 1910 von Paderewski eingeweihte Grunwald-Denkmal auf dem Matejko-Platz in Krakau

### Polnische Rezeptionen
Die Schlacht von Grunwald gehört zu den wichtigsten nationalen Mythen der polnischen Geschichte. Gerade in den 123 Jahren, in denen die Nation zwischen den Nachbarländern Russland, Österreich und Preußen/Deutschland aufgeteilt war, wurde die Geschichte vom Sieg der vereinigten polnisch-litauischen Heere über die Kolonisatoren des Deutschen Ordens zu einer sinnstiftenden Heldenerzählung, die half, gegen die Russifizierungs- bzw. Germanisierungspolitik der Teilungsmächte die eigene kulturelle Identität zu bewahren.

#### Jan Matejkos Schlachtengemälde
Besondere Bedeutung erlangte dabei das in den Jahren 1872 bis 1878 entstandene Gemälde des Historienmalers Jan Matejko, der im damals zu Österreich-Ungarn gehörenden Krakau die relativen Freiheiten einer vergleichsweise liberalen Kulturpolitik genoss.
Matejko stützte sich bei seiner Darstellung auf die 1855 entstandene überaus wirkungsmächtige Geschichtserzählung des Lemberger Historikers Karol Szajnocha Jagiełło und Jadwiga 1374 bis 1413, die im ganzen 19. Jahrhundert den „obligatorischen Bezugspunkt“ für alles polnische Gedenken an die Schlacht bildete. Sein Monumentalbild von 4,26 × 9,87 Metern fasst drei verschiedene Szenen der Schlacht zusammen: Zum einen in der rechten oberen Ecke den gescheiterten Angriff von Ordensrittern auf König Władysław II. Jagiełło, links oben die Eroberung des Lagers der Ordensritter am Ende der Schlacht und groß in der Mitte den Tod Ulrichs von Jungingen. Im Zentrum des Bildes, doch außerhalb des Geschehens, ist der litauische Großfürst Vytautas der Große mit erhobenem Schwert und ganz ohne Rüstung zu sehen. Ihn stellt Matejko als den Kommandeur des polnischen Heeres dar. Der eigentliche Stratege der Schlacht, König Władysław II. Jagiełło, spielt bei ihm nur eine untergeordnete Rolle, weil Matejko der Darstellung von Jan Długosz folgte, einem Chronisten, dessen Vater bei Grunwald ebenfalls kämpfte und der dem Sohn Jahre später Einzelheiten des Treffens schilderte.

Bitwa pod Grunwaldem („Schlacht bei Grunwald“), Historiengemälde von Jan Matejko, Öl auf Leinwand, 1872–1878, Nationalmuseum Warschau

Der Maler passte auf diesem „mit Wut gemalten“ Gemälde die Wirklichkeit seiner Wirkungsabsicht an: So lassen sich diverse Anachronismen in Bewaffnung und den Rüstungen und Abweichungen von der historischen Realität feststellen.
Matejkos Gemälde wurde vom Publikum begeistert aufgenommen. Der Maler erhielt dafür am 29. Oktober 1878 vom Krakauer Stadtrat ein Ehrenszepter als „König der Maler“. Immer wieder wurde das Gemälde in Zeitschriften, auf Postkarten und in Geschichtsbüchern für die Schule nachgedruckt, sodass es die Vorstellung der Polen über die Schlacht bis heute prägt. Während des Zweiten Weltkriegs wurde es vor Wehrmacht und SS versteckt gehalten, die es beschlagnahmen und vernichten wollten. Auch in der Zeit des Sozialismus wurde es in Ehren gehalten, da der Mythos, der Hochmeister des Deutschen Ordens sei von einfachen Bauern erschlagen worden, die Deutung der Schlacht als Klassenkampf zuließ. Heute hängt das Bild im Nationalmuseum in Warschau. Dort kündigte der polnische Politiker Lech Kaczyński von der nationalkonservativen PiS im März 2005 seine Kandidatur für das Amt des polnischen Staatspräsidenten symbolträchtig vor Matejkos Gemälde an. In den Jahren 2011–2012 wurde das Werk umfangreich restauriert.

#### Sienkiewicz’ historischer RomanKrzyżacy(Die Kreuzritter)

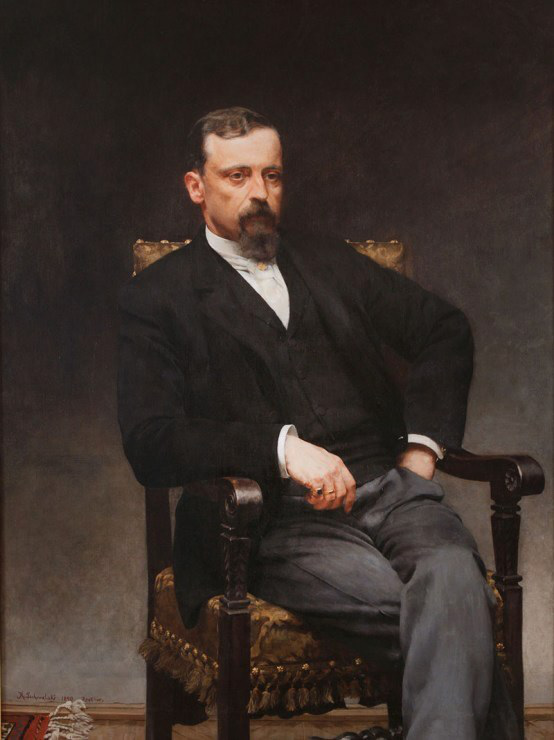
Kazimierz Pochwalski: Henryk Sienkiewicz (1890)

Von Matejkos Werk angeregt wurde auch die bekannteste literarische Gestaltung des Sujets, nämlich der historische Roman Krzyżacy (in deutscher Übersetzung Die Kreuzritter) des späteren Literaturnobelpreisträgers Henryk Sienkiewicz. Hier werden in einer Art literarischer Schwarz-Weiß-Malerei die spätmittelalterlichen Auseinandersetzungen zwischen Polen und Deutschen als Kampf zwischen Gut und Böse geschildert. Die kulturpolitischen Auseinandersetzungen in der Provinz Posen, wo Sienkiewicz lebte, sind als Folie deutlich zu erkennen. Trotz seiner holzschnittartigen Anlage wurde der Roman ein großer Erfolg und lieferte das Vorbild für zahlreiche volkstümliche Erzählungen rund um die Schlacht von Grunwald. Der Roman wurde um 1960 unter der Regie von Aleksander Ford verfilmt. Während der Besatzung durch die deutsche Wehrmacht während des Zweiten Weltkriegs wählten viele Kämpfer der polnischen Untergrundarmee Tarnnamen aus Sienkiewicz’ Roman.

#### Polnische Unabhängigkeitsbestrebungen Anfang des 20. Jahrhunderts
Der Jahrestag der Schlacht wurde erstmals 1902 als nationales Fest begangen, wobei die skandalösen Kindesmisshandlungen während des Wreschener Schulstreiks den Auslöser bildeten. Zur Fünfhundertjahrfeier, die vom 15. bis zum 17. Juli 1910 nicht auf dem zu Preußen gehörenden Schlachtfeld, sondern in Krakau stattfand, kamen 150.000 Polen aus allen drei Teilungsgebieten und aus dem Ausland zusammen – mehr, als Krakau damals Einwohner hatte. Der Höhepunkt dieser größten nationalen Kundgebung während der gesamten Teilungszeit war die feierliche Enthüllung eines Grunwald-Denkmals des Bildhauers Antoni Wiwulski, das der berühmte polnisch-amerikanische Pianist Ignacy Jan Paderewski finanziert hatte. Eine beachtliche Produktion an verschiedenen Texten – vom patriotischen Lied bis zur geschichtswissenschaftlichen Abhandlung und von Andenken – trug dazu bei, dass das Gefühl nationaler Solidarität gegen Preußen-Deutschland nachhaltig gestärkt wurde.

#### Rezeption in Zeitgeschichte und Gegenwart

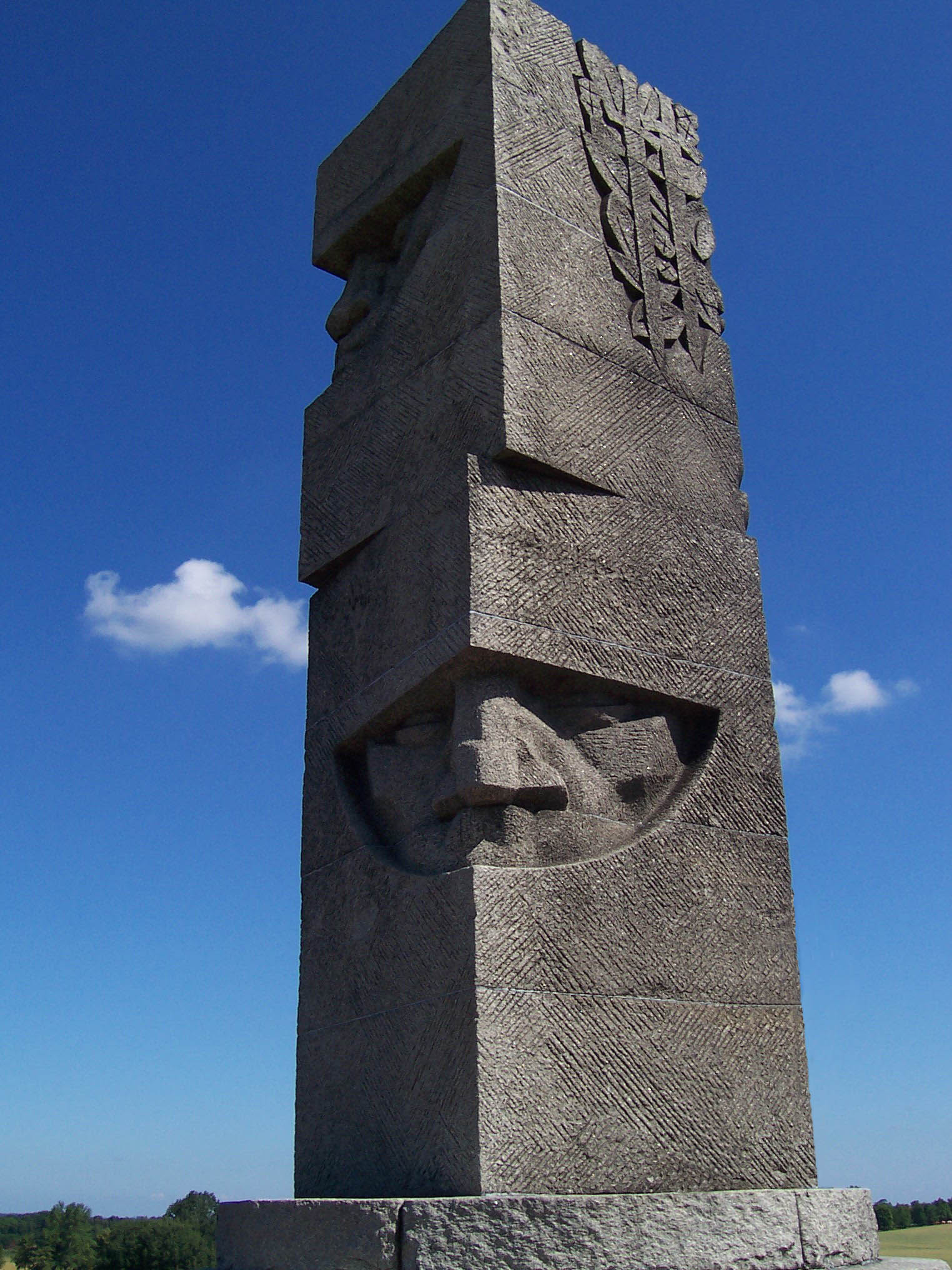
Obelisk in der Gedenkstätte Grunwald bei Stębark (Tannenberg)

Nach der Wiederherstellung der polnischen Unabhängigkeit 1918 wurde die Erinnerung an den Sieg von Grunwald vom Staat übernommen. Die Schlacht wurde zu einem der zentralen Merkpunkte im zuvor ja von den Teilungsmächten organisierten Geschichtsunterricht, fast jede polnische Stadt erhielt nun eine ulica Grunwaldzka, einen plac Grunwaldzki oder eine most Grunwaldzki.
Auch nach dem Zweiten Weltkrieg wurde im fast sechs Jahre durch die Wehrmacht okkupierten Polen neuerlich an den „Triumph von Grunwald“ erinnert: 1945 assoziierte der Grafiker Tadeusz Trepkowski (1914–1954) auf einem Plakat die Schlacht von Grunwald mit der Schlacht um Berlin Anfang 1945, an der auch polnische Kontingente beteiligt gewesen waren. Auf diese administrativ gesteuerte Weise sollte neben dem Schüren deutschfeindlicher Ressentiments die Erinnerung an den sowjetischen Einmarsch 1939 in Ostpolen sowie die nach Kriegsende erfolgte zwangsweise Umsiedlung von Polen aus der nunmehr zur Sowjetunion gehörenden Ukraine verdrängt werden.
Am 15. Juli 1960, dem 550. Jahrestag der Schlacht, wurde die Gedenkstätte Grunwald feierlich eingeweiht.

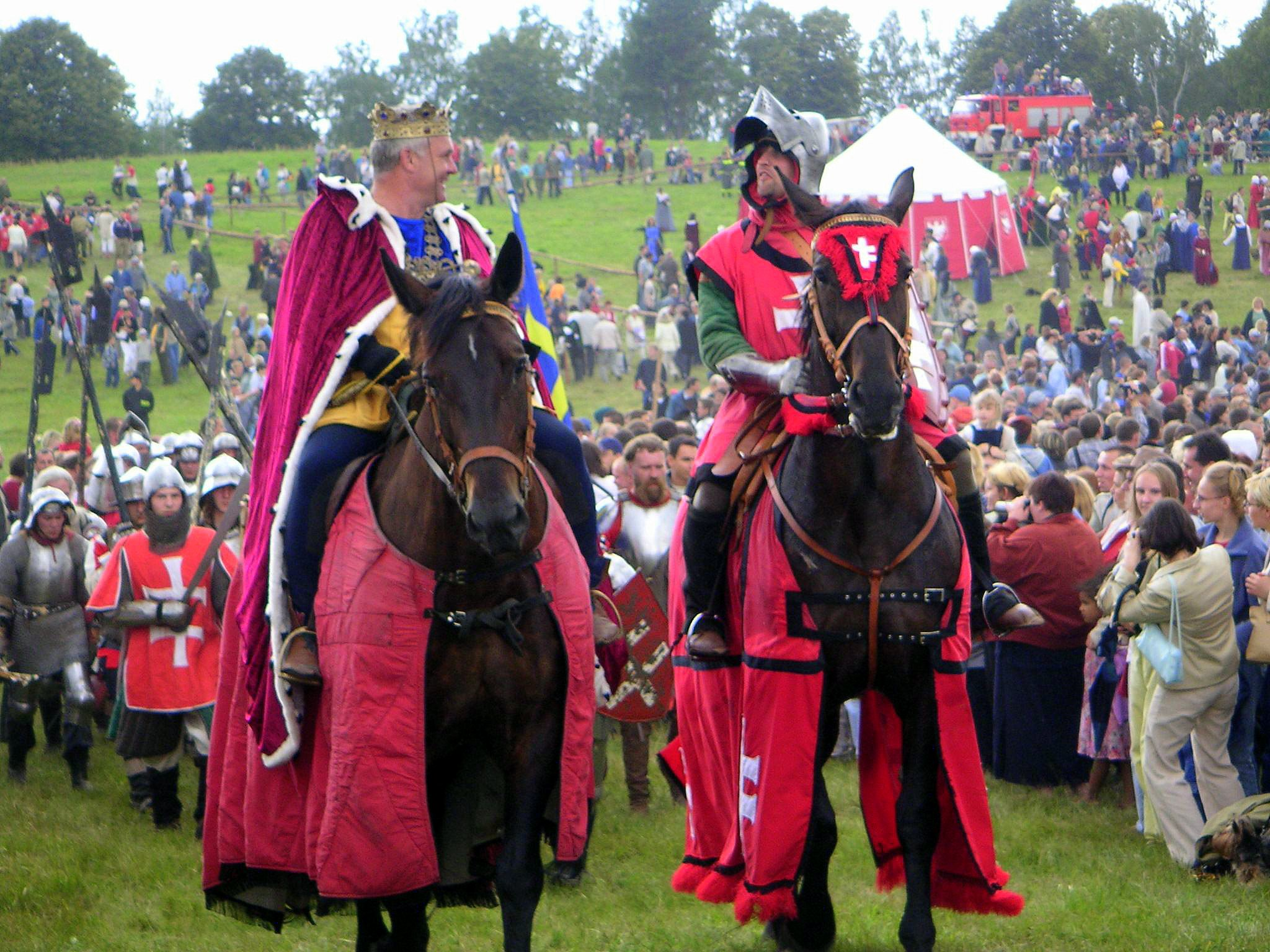
Reenactment auf dem historischen Schlachtfeld im Jahre 2003: Die Darsteller des polnischen Königs und Jan Zyndrams von Maszkowic

Eine vom kommunistischen polnischen Sicherheitsdienst 1981 als Gegengewicht zu Solidarność erschaffene Bewegung mit nationalistischen Tendenzen trug ebenfalls den Namen Grunwald. Dabei handelte es sich um einen der letzten Versuche, die Schlacht und die Erinnerung an den Sieg über den Deutschen Orden in die Dienste der kommunistischen Ideologie zu stellen. Nach dem Ende des Kriegsrechtes in Polen im Jahr 1983 wurde dieser Versuch wegen Nichtakzeptanz eingestellt.
In der heutigen polnischen Gesellschaft weicht die vorbehaltlose Glorifizierung von Grunwald, abgesehen von der Ansicht ultranationalistischer Kreise, immer mehr einem differenzierten, bis ins Ironische reichenden Bild. Dieses formte sich nicht zuletzt unter dem Aspekt eines alljährlichen unter zunehmend kommerziellen Gesichtspunkten durchgeführten Historienspektakels auf dem vormaligen Schlachtfeld. Seit den 1990er-Jahren wird die Erinnerung an die Schlacht von 1410 durch immer umfangreichere „Reenactments“, also durch von Traditionsgruppen in historischer Aufmachung nachgestellte Schlachtszenen, im Bewusstsein gehalten. Angesichts dieses alljährlich stattfindenden Ereignisses titelte ein polnisches Magazin bereits im Sommer 1998 ironisch: „Die Kreuzritter sind es leid, immer nur zu verlieren, deswegen will man sie im nächsten Jahr siegen lassen.“
Dass solche Betrachtungsweise den nationalen Stolz auf den Sieg nicht schmälern konnte, beweist die Tatsache, dass eine Reihe von Sportvereinen nach dem Schlachtort benannt wurden.
Das Gedenken an den Sieg von 1410 ist auch heute sehr lebendig und erlaubt es, mit knappen Anspielungen unterschwellige antideutsche Ressentiments abzurufen. So wurde während der Fußball-Europameisterschaft 2008 vor einem Vorrundenspiel zwischen der deutschen und polnischen Nationalmannschaft durch verschiedene polnische Boulevardmedien an die Niederlage des Deutschen Ordens in der Schlacht erinnert.
Im Juli des Jahres 2010 hielt im Rahmen der 600-Jahr-Feier der Schlacht auch der amtierende Hochmeister des Deutschen Ordens Bruno Platter nach einer offiziellen Einladung des polnischen Staatspräsidenten auf dem historischen Areal bei Stębark eine Rede und legte einen Kranz nieder.

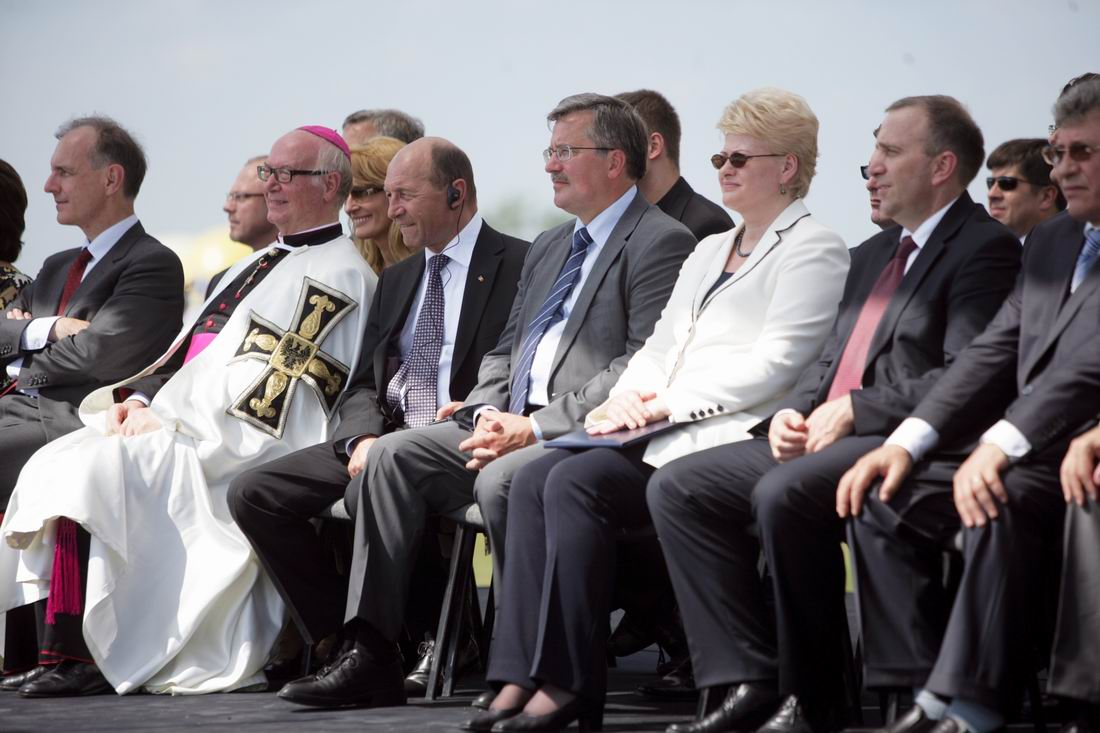
600. Jahrestag der Schlacht bei Tannenberg. Die Gäste der Jubiläumsfeier bei der Anstaltung (sitzend von links nach rechts): Klich, Platter, Băsescu, Komorowski, Grybauskaitė, Schetyna, und Ghimpu. Polen, 2010

### Rezeption in Litauen

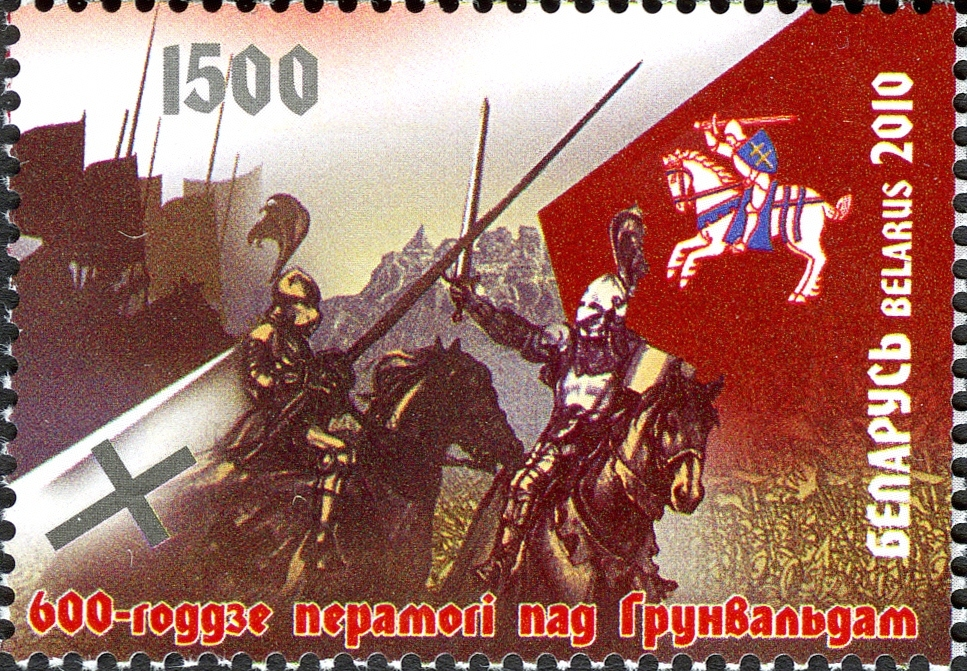
Belarussische Briefmarke anlässlich der 600-Jahr-Feier (belarussische Regimenter kämpften im litauischen Aufgebot)

Gerade in Verbindung mit der jüngeren Geschichte dieses Staates wird das Spätmittelalter als die „große Zeit“ Litauens angesehen. Diese Sicht resultiert vor allem aus den großen litauischen Gebietsgewinnen im Osten während des 14. Jahrhunderts sowie dem siegreichen Ausgang des über Generationen währenden Konfliktes mit dem Deutschen Orden in der ersten Dekade des 15. Jahrhunderts. Der polnisch-litauischen Personalunion wurde in den litauischen Stammlanden hingegen stets mit Misstrauen begegnet. Obwohl es Litauen im 15. und 16. Jahrhundert im Verbund mit Polen gelang, zur osteuropäischen Großmacht aufzusteigen, teilte die Nation den Niedergang Polens im Verlauf des 17. Jahrhunderts. Die latente Rivalität Litauens mit den eigentlich verbündeten Polen zeigt sich gerade in der Bewertung der Schlacht bei Tannenberg. In diesem Zusammenhang werfen die litauischen Chronisten den Polen unterlassene Hilfeleistung vor. Insgesamt glaubte sich das Land in der Beachtung seines Heeres und der Rolle seines Großfürsten Vytautas in der Schlacht bei Žalgiris eklatant unterbewertet.
Diese Haltung hält bis in die Gegenwart an. Beleg dafür ist die 2008 vollendete Produktion eines eigenen Spielfilms über die Schlacht, da sich Litauens Präsenz in Aleksander Fords Produktion aus dem Jahre 1960 auf eine Statistenrolle reduzierte.
Den ungebrochenen Stolz der Litauer auf die gewonnene Schlacht gegen den Deutschen Orden belegt unter anderem die Umbenennung eines litauischen Sportvereins in Vilnius FK Žalgiris.

### Erinnerung aus preußisch-deutscher Perspektive

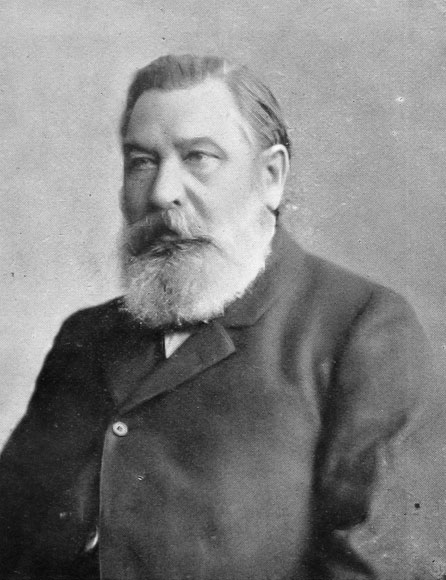
Heinrich von Treitschke

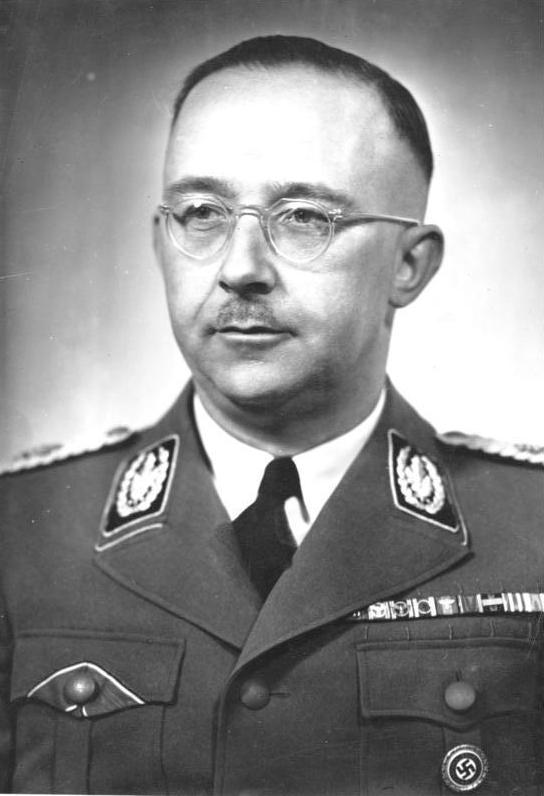
Heinrich Himmler, Aufnahme von F. Bauer, 1942

Der Deutsche Orden wurde im protestantischen Preußen nicht zuletzt aufgrund kriegerischer Auseinandersetzungen mit den preußischen Ständen in der Mitte des 15. Jahrhunderts distanziert betrachtet. Erst in der Mitte des 19. Jahrhunderts setzte unter maßgeblicher Beteiligung des Historikers Heinrich von Treitschke ein Umschwung in der öffentlichen Meinung ein: Der Orden verkörperte fortan die „deutsche Mission im Osten“ und übernahm in der Geschichtsschreibung die Rolle eines „Kulturträgers gegen das Slawentum“. Bezüglich der Schlacht bei Tannenberg erfolgte demzufolge eine Revision des Geschichtsbildes von relativ neutraler Bewertung hin zur Darstellung einer tragischen Niederlage. Diese Sicht spiegelt sich eindrucksvoll im Roman Heinrich von Plauen von Ernst Wichert wider. Darin wird vom heldenhaft-schönen Ulrich von Jungingen als Antagonisten seines listig-hässlichen Gegenspielers Władysław II. Jagiełło gesprochen.
Unter dem Eindruck der integrierenden Bewertung Tannenbergs auf polnischer Seite wurde Ende des 19. Jahrhunderts dazu übergegangen, den polnischen Gedenkfeiern eine „deutsche Komponente“ entgegenzusetzen. Folge war eine vorbehaltlose Glorifizierung des Deutschen Ordens als „Kolonisator des deutschen Ostens“ durch nationalistische Kreise im wilhelminischen Preußen.
An Erinnerungsfeiern, die bis heute in kleinem Rahmen regelmäßig begangen werden, orientierte sich auch der deutsche Mythos der zweiten Schlacht bei Tannenberg im August 1914, in der das kaiserlich-deutsche Heer im Ersten Weltkrieg in einer Kesselschlacht die 2. Russische Armee unter General Samsonow vernichtete. Der damals Oberkommandierende Paul von Hindenburg äußerte vor Kaiser Wilhelm II. den Wunsch, die Schlacht nach dem eigentlich 15 Kilometer entfernten Tannenberg zu benennen, um die „Schmach von 1410“ zu tilgen. Mit der Errichtung des Jungingensteins im Jahre 1901 sowie des monumentalen Tannenberg-Denkmals im Jahre 1927, das eigentlich an den Sieg von 1914 erinnern sollte, sich aber in seiner Architektur an eine mittelalterliche Ordensburg anlehnte, sollte in der ersten Hälfte des 20. Jahrhunderts mit Revanchegedanken für die Niederlage im Ersten Weltkrieg an die vorgebliche Kontinuität der Geschichte angeknüpft werden.
Nach 1933 wurde in erster Linie der Schlacht im Ersten Weltkrieg gedacht, obwohl dem Deutschen Orden im Sinne der NS-Doktrin vom „Volk ohne Raum“ eine gewisse Würdigung zukam. Adolf Hitler verherrlichte schon 1924 in seinem Buch Mein Kampf die Ostkolonisation. Höhepunkt der nationalistisch geprägten Erinnerung bildete die Beisetzung des 1934 verstorbenen Reichspräsidenten Paul von Hindenburg im Tannenberg-Denkmal.
Heinrich Himmler befahl 1944 vor dem Hintergrund des Warschauer Aufstandes die restlose Zerstörung Warschaus und verwies zur Begründung darauf, dass Warschau „die Hauptstadt, der Kopf, die Intelligenz“ des polnischen Volkes sei, „das uns seit 700 Jahren den Osten blockiert und uns seit der ersten Schlacht bei Tannenberg im Wege liegt.“
Nach dem Ende des Zweiten Weltkrieges gerieten mit dem Verlust der deutschen Ostgebiete auch die beiden Schlachten bei Tannenberg aus dem Fokus des öffentlichen Interesses.

### Zeitgenössische Chroniken
- Johannes Longinus (Jan Długosz): Banderia Prutenorum[50]
- Jan Długosz: Annales seu Cronicae incliti Regni Poloniae. (Chronik Polens, um 1445–1480).
- Jan Herburt: Chronica sive historiae Polonicae compendiosa (Basileae); 1571, S. 338.
- Johann von Posilge: Chronik des Landes Preussen, fertiggestellt um 1418
- Cronica conflictus Wladislai regis Poloniae cum cruciferis, Anno Christi 1410; Z. Celichowski, Poznań 1911.